# 罗川赵氏石坊
罗川赵氏石坊，位于位于中华人民共和国甘肃省庆阳市正宁县永和镇，是三块石牌坊所组成的建筑群。这三块牌坊均建于明朝万历年间，均与明代官员、当地人赵邦清直接相关。三块牌坊东西向排列，自西向东依次为清官坊、天官坊和恩宠坊。2006年，罗川赵氏石坊被列为全国重点文物保护单位。2008年，罗川赵氏石坊在汶川地震中受损。

## 历史
明朝嘉靖三十七年（1558年），赵邦清出生于在甘肃省于家庄，明万历二十年（1592年），赵邦清考中进士，并于次年担任山东滕县知县。万历二十六年（1598年），赵邦清被提拔为吏部验封司主事，万历二十七年（1599年）升任吏部稽勋司郎中。因时人称其政绩突出且为官清廉，万历四十二年（1614年）十二月十二日和万历四十三年（1615年）四月十五日，明代陕西布政司庆阳府和真宁县为其建立了两座官宦名门牌坊，分别为清官坊和天官坊。万历三十年（1602年），赵邦清因得罪权臣被削职回乡，万历四十五年（1617年）七月三日，赵邦清为宣扬万历皇帝敕封，同时追忆父母的养育之恩而建造了一座贞妇节女牌坊，是为恩宠坊。天启二年（1622年）赵邦清重获任用为四川遵义道监军参议，同年因水土不服而于军旅途中去世。1955年3月，罗川赵氏石坊被中共正宁县委确立为正宁县爱国主义教育基地；同年4月，被中共庆阳地委确定为庆阳地区爱国主义教育基地。1962年，罗川赵氏石坊被列为甘肃省文物保护单位。2006年，罗川赵氏石坊被列为全国重点文物保护单位。2008年，罗川赵氏石坊在汶川地震中严重受损。2013年，国家文物局审批同意了罗川赵氏石坊的保护规划编制立项。

## 结构
罗川赵氏石坊位于中华人民共和国甘肃省庆阳市正宁县永和镇罗川社区街道的中轴线上，三块牌坊由西向东排列，依次为清官坊、天官坊和恩宠坊，均为斗拱歇山顶，建筑主体均为红砂岩材质。各块牌坊上雕刻有赵邦清的事迹复原图案，以及赵邦清个人的姓名、科第、官爵、业绩、所受表彰等信息，还有传统的吉祥图案。
清官坊为四柱三间二层楼阁式牌坊，高8.4米，宽8.2米。清官坊正面最上方的有“清官坊”三字竖匾，下方有“清著天曹”四字横匾，右下方有“一代清官”四字横匾，左下方为“清风劲节”四字横匾。背面正上方也有一块“清官坊”三字竖匾，下方正中有一块“盛世清臣”四字横匾，该横匾右下方为“清操持品”四字横匾，左下方为“孤清震世”四字横匾。各块牌匾上有立匾人和立匾时间的题字。
天官坊的高度和形制均与清官坊相同。该坊正面正上方有“天官坊”三字竖匾，正下方为“天官大夫”四字横匾，该横匾右下侧为“壬辰进士”四字横匾，左下侧为“滕县知县”四字横匾。背面最上方为“天官坊”三字竖匾，正下方的横匾已经无法辨识。该横匾的右下侧为“辛卯岁贡”四字横匾，左下侧为“辛卯文魁”四字横匾。各块牌匾上有立匾人和立匾时间的题字。
恩宠坊为四柱三间三层楼阁式，高9.7米，宽8.35米。正面最上方为“奉天诰命”四字横匾，下方为“宠锡天官”四字横匾，再下方为“萱日重辉”四字横匾，右下方为“簋簠训廉”四字横匾，左下方为“翟袆画绣”四字横匾。背面最上端为“奉天敕命”四字横匾，正下方为“褒赐文林”四字横匾，再下方为“恩荣两母”的四字横匾，右下方为“岂弟遗荫”四字横匾，左下方为“孟机欧荻”四字横匾。部分牌匾上为赵邦清自己的落款，而“恩荣两母”匾则为明神宗御赐。